# Tone Janša
Tone Janša, slovenski skladatelj, aranžer, saksofonist in pedagog, * 5. maj 1943, Ormož.
Študij in podiplomski študij klasičnega in jazzovskega saksofona je končal na Visoki šoli za glasbo v Gradcu. Izpopolnjeval se je na Berklee College of Music v Bostonu (ZDA).

## Diskografija
Tone Janša Quartet
- Tone Janša jazz kvartet (1977)
- Tone Janša kvartet (1978)
- Pattern (1979)
- Goa (1983)
- Woody Shaw with Tone Jansa Quartet (1985)
- Dr. Chi (1989)
- Bouyancy (2001)
- Long Way (2016)

Tone Janša Quintet
- Plays Original Music (1998)